# Pound Puppies and the Legend of Big Paw
Pound Puppies and the Legend of Big Paw es una película de animación de 1987. Fue estrenada el 11 de marzo de 1988 por TriStar Pictures.
The Legend of Big Paw fue la última película animada lanzada en cines a finales de la década de 1980 para promocionar una importante línea de juguetes, una tendencia común en la industria de dibujos animados estadounidense durante ese tiempo. La película había recibido reseñas negativas por parte de la crítica especializada durante su lanzamiento original en 1988, por lo tanto tuvo una baja recepción en taquilla.

## Voces de doblaje
- Patricia Acevedo como Bright Eyes.
- Rossy Aguirre como Whopper.
- Yamil Atala como Hairball.
- Jesús Barrero como Cooler.
- Eduardo Fonseca como Huesos.
- Blas García como Big Paw.
- Madga Giner como Nose Marie.
- Araceli de León como Collette.
- Arturo Mercado como un reporter.
- Felipe Preciado como Sr. McNasty y Marvin McNasty.
- Guillermo Sauceda como Howler.
- Xóchitl Ugarte como Tammy.
- Humberto Vélez como Beamer.[3]